# ام‌وی هارپا
ام‌وی هارپا (به انگلیسی: MV Harpa) یک کشتی بود که طول آن ۹۳٫۱۴ متر (۳۰۵٫۵۸ فوت) بود. این کشتی در سال ۱۹۳۰ ساخته شد.